# 罗宾·泰特
罗宾·泰特（英語：Robin Tait，1940年4月14日—1984年3月20日），新西兰男子田径运动员。他曾代表新西兰参加1962年、1966年、1970年、1974年、1978年和1982年英联邦运动会田径比赛，获得一枚金牌和一枚铜牌。